# Garantiefonds voor Bedrijfskredieten
Het Garantiefonds voor Bedrijfskredieten (GF) is een instrument om kredietverstrekking te stimuleren in Suriname.
Het doel van het fonds is de versoepeling van financieringsvoorwaarden voor het midden- en kleinbedrijf. Het fonds moet ondersteuning bieden in met name de eerste jaren na de start en bij nieuwe investeringen en uitbreidingen. De statuten van het fonds werden op 22 augustus 2014 gepubliceerd. Het fonds is opgericht als stichting en beheer ervan ligt bij de Nationale Ontwikkelingsbank (NOB). Alle primaire banken in Suriname werken samen met het fonds. Het eerste beroep op het garantiefonds werd in augustus 2017 gedaan met de verstrekking van een krediet door de Finabank.